# Puccinellia raroflorens
Puccinellia raroflorens là một loài thực vật có hoa trong họ Hòa thảo. Loài này được Edgar miêu tả khoa học đầu tiên năm 1996.